# 6465 Zvezdotchet
6465 Zvezdotchet eller 1995 EP är en asteroid i huvudbältet som upptäcktes den 3 mars 1995 av den ryska astronomen Timur V. Krjačko vid Engelhardt-observatoriet. Den är uppkallad efter den ryska tidningen Zvezdotchet.
Asteroiden har en diameter på ungefär 15 kilometer och den tillhör asteroidgruppen Adeona.